# جوسيمار ليما
جوسيمار ليما باشيكو (بالبرتغالية: Jucimar Lima Pacheco‏) المعروف بـأبودا؛ مواليد 22 يناير 1989 في البرازيل، هو لاعب كرة قدم برازيليلعب سابقاً في نادي المجزل.

## روابط خارجية
- جوسيمار ليما على موقع اتحاد تركيا (لاعب) (الإنجليزية)
- جوسيمار ليما على موقع قاعدة بيانات كرة القدم.إي يو (الإنجليزية)
- جوسيمار ليما على موقع Soccerway.com (الإنجليزية)
- جوسيمار ليما على موقع عالم كرة القدم.نت (الإنجليزية)